# Stenomera assyria
Stenomera assyria är en skalbaggsart som beskrevs av Pierre Lesne 1895. Stenomera assyria ingår i släktet Stenomera och familjen kapuschongbaggar. Inga underarter finns listade i Catalogue of Life.